# Oncicola machadoi
Oncicola machadoi är en hakmaskart som beskrevs av Schmidt 1917. Oncicola machadoi ingår i släktet Oncicola och familjen Oligacanthorhynchidae. Inga underarter finns listade i Catalogue of Life.